# 1960年香港
|        | 香港歷史 \| 香港歷史年表                                                                                                   |
| 世紀： | 19世紀香港 \| 20世紀香港 \| 21世紀香港                                                                                     |
| 年代： | 1930年代香港 \| 1940年代香港 \| 1950年代香港 \| 1960年代香港 \| 1970年代香港 \| 1980年代香港 \| 1990年代香港               |
| 年份： | 1956年香港 \| 1957年香港 \| 1958年香港 \| 1959年香港 \| 1960年香港 \| 1961年香港 \| 1962年香港 \| 1963年香港 \| 1964年香港 |
| 紀年： | 庚子年（鼠年）、香港開埠119周年、香港重光15周年                                                                            |

## 政府

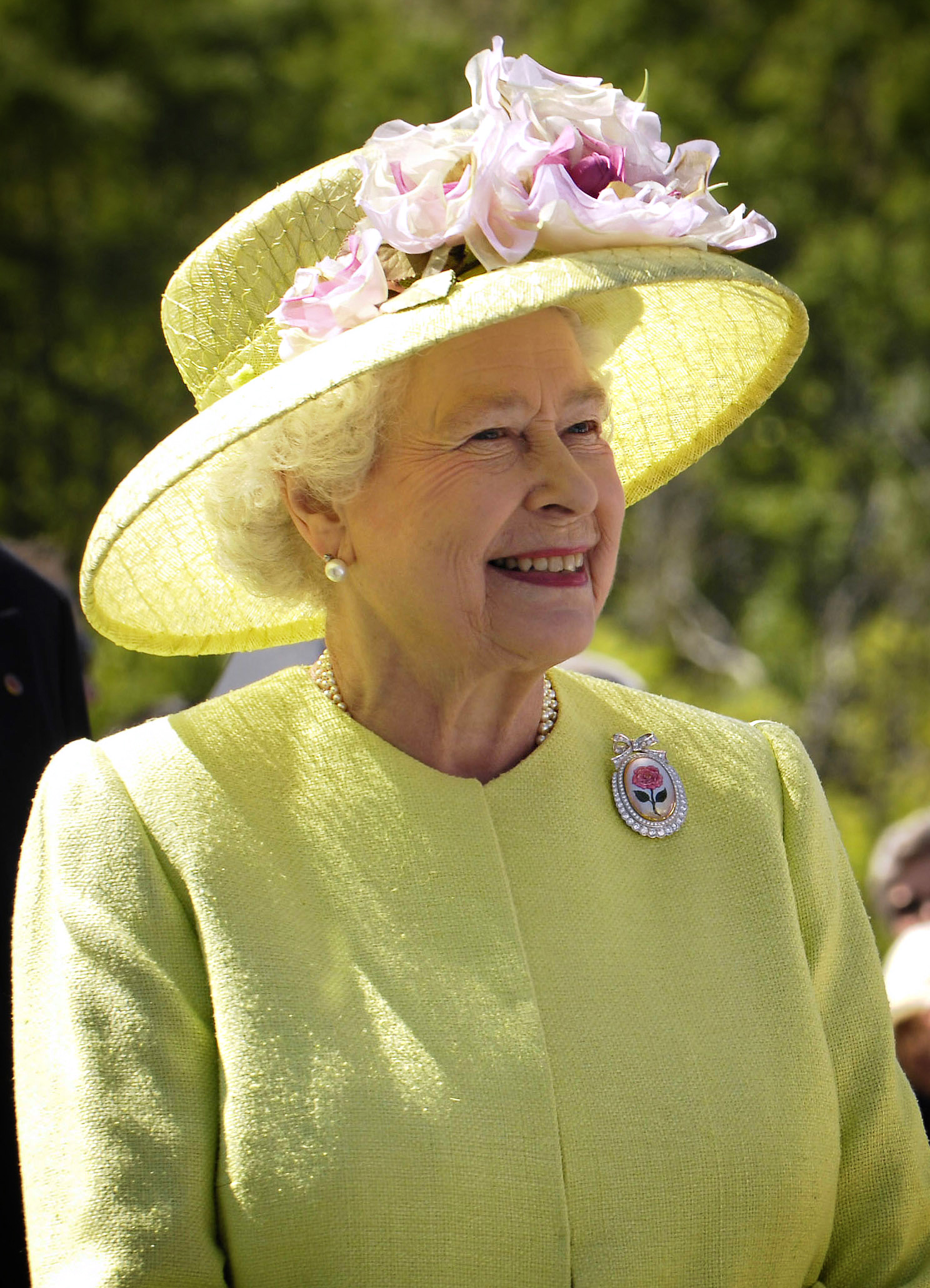
英国君主：伊丽莎白二世

## 大事記
- 1月1日 恆生銀號正式更改名稱為恆生銀行。
- 1月3日;
  - 大埔道一輛載有15名乘客及司機的小型巴士墮橋，2死12傷。[1]
  - 牛池灣大磡村發生大火，焚燬六家工廠。[2]
- 1月31日 大嶼山馬灣涌村發生兇殺案。[3]
- 2月1日 紅磡老龍坑街1名13歲小童以彈簧刀殺死1名16歲小童。[4]
- 2月12日 李鄭屋村大火，4童喪生。
- 2月25日 香港總督柏立基為正式動工興建的中環香港大會堂主持奠基典禮。
- 3月2日 勞工署署長景韓宣佈於全港工廠推行“三八”工作時間制。
- 3月12日 香港政府宣佈設立政務官職位。
- 3月22日 大鵬灣一漁船沉沒，7人罹難。
- 4月1日 大利連有限公司開業，開創香港超級市場先河。[5]
- 4月7日 干諾道西發生大火災，7死10傷，財物損失200萬港元。
- 5月6日 新界暴雨成災，4死13失蹤，災民6,000餘人，財產損失逾千萬港元。
- 5月24日 馬頭涌三屍四命兇殺案。
- 5月30日 美國財團投標購入中環美利操場北段地皮，投資興建香港希爾頓酒店。
- 6月25日 老虎岩 (即今樂富) 免費兒童圖書館正式開放。
- 6月9日 颱風瑪麗正面吹襲香港，皇家香港天文台於當日凌晨3時半至上午11時40分懸掛十號風球，釀成45死127傷11失蹤。
- 7月1日 九龍塘朱牯仔村木屋區發生火災。
- 7月21日 加咸街25號發生1屍2命兇殺案。[6]
- 8月1日 柴灣巴士失事，乘客2死15傷。
- 8月13日 大埔墟墟販賣雞蛋的老婦被發現陳屍於龍坳的荒山野草間。
- 8月20日 太古船塢一艘巴拿馬貨輪香港樅號大火，5死18傷。
- 8月 銅鑼灣裁判司署正式啟用。
- 9月17日 大坑西木屋區大火，4人喪生，千餘災民無家可歸。
- 9月 香港警務處成立國際刑警科。
- 10月27日 德忌笠街35號閣樓，婦人用鐵鎚重擊頭部斃命。
- 11月1日 《天天日報》創刊。
- 11月3日 香港第一間日資百貨公司香港大丸於銅鑼灣開業。
- 11月15日 一名男子橫過沙田火車站時被一列開往九龍列車撞死。[7]
- 11月21日 男子偕同友人在怡和街勝斯酒店210房渡宿，之後被發現身中十多刀，喉嚨被割斷慘死。
- 11月22日 香港工業總會成立。
- 11月24日 落馬洲古洞村農場，婦人及男子遭人以秤鉈鐵鎚擊斃。
- 11月25日 沙田濾水廠動工興建。
- 11月29日 
  - 牛頭角大街一間織藤廠發生斬人案，6名男女受傷。
  - 粉嶺粉嶺樓附近一間木屋發生傷人案，4名婦被斬傷。[8]
- 12月15日 紅磡大環山石場發生爆炸，2死1傷。
- 12月25日 通菜街69號地下門口，1名婦人被木屐擊斃。[9]
- 12月31日 青山道319號廣生士多，廚子在店內遭人開槍轟斃。

## 出生人物
- 1月5日 洪朝豐
- 1月16日 陳維冠
- 2月3日 惠英紅
- 2月6日 鍾楚紅
- 2月14日 鄭文雅
- 3月18日 季炳雄
- 3月25日 陳玉蓮
- 4月28日 邱騰華
- 6月15日 單仲偕
- 7月28日 歐陽震華
- 9月5日 黃子華
- 9月9日 黃造時
- 11月28日 蔡楓華

## 逝世人物
- 11月15日 傅德蔭 港澳賭王。
- 12月
  - J.H.律敦治（Jehangir Hormusjee Ruttonjee）印度籍帕西裔商人。